# Llista de mestres de capella de Santa Maria del Mar de Barcelona
Els mestres de capella de Santa Maria del Mar de Barcelona foren músics que ocuparen la plaça de mestre de capella a l'església barcelonina de Santa Maria del Mar. Es dona algun encavallament entre mestres, perquè el mestre jubilat retenia la titularitat de la plaça fins a la seva mort, coexistint amb un suplent interí, que mot sovint acabava succeint-lo.
- (1532) Pere Cubells[1]
- ?-1564 Pau Villalonga (?-Palma, 1609)[2]
- 1577-1578 Joan Brudieu
- 1578-1581 Pere Peruga[1]
- 1587-1589 Pere Peruga[1]
- ? - 1607 Andreu Antich (? - 1607)[3]
- 1607-1608 Francesc Recolons[3]
- 1608-1612 Joan Martí[3][4]
- 1612-1615 Bosqueres (Saldoni, Diccionario...IV p. 488)
- 1615-1618 Joan Martí[4]
- 1618-1674 Josep Reig (1584-1674)[5]
- 1669-1684 Miquel Rosquelles
- 1684-1685 Gabriel Manalt i Domènech (ca.1657-1687), organista del temple 1679-1687
- 1685-1690 Josep Gaz (Martorell 1656 - Girona 1712)[6]
- 1690-1696 Francesc Espelt[7]
- 1696 Francesc Valls i Galan, de gener a desembre[7]
- 1696-1697 Ignasi Vidal, organista titular i mestre de capella interí[7]
- 1697-1699 Francesc Espelt[7]
- 1699-1715 Lluís Serra[7]
- 1715-1733 Jaume Casellas (Valls, 1690 – Toledo, 1764)
- 1734-1759 Salvador Figueres
- 1745-1759 Pau Montserrat[8]
- 1759-1792 Pere Antoni Monlleó (Barcelona, ca. 1720-1792)[9]
- 1792-1812 Josep Cau (?-Barcelona 1812)[10]
- 1812-1814 Ramon Aleix i Batlle (Barcelona, 1784-1850)[11]
- 1814-1819 Francesc Andreví i Castellar
- 1819-1850 Raimon Aleix i Batlle[12]
- 1850-1850 Antoni Pasarell, d'1 de març a 20 de setembre (defunció)[11]
- 1846-1881 Josep Barba i Bendad, guanyà l'oposició per la plaça el 23 de desembre de 1850[11]
- Josep Montserrat i Boada (Terrassa, 1820 - Vic, 1892)

- 1897-1900 Antoni Bargalló
- 1920-? Joan Gols i Soler
- 1931-1933 Frederic Muset i Ferrer, mestre de capella i organista

El 1986 es va fundar (refundar) la Capella de música de Santa Maria del Mar. L'han dirigida Enric Gispert i Fabrés del 1986 al 1990, Manel Valdivielso, Sergi Casademunt (1991-1992), Lluís Vilamajó (1994-2001), Manel Valdivielso (2001-?), i Mireia Barrera (?-2003) fins a la dissolució.